# Elezioni regionali in Campania del 2000
Le elezioni regionali italiane del 2000 in Campania si sono tenute il 16 aprile. Esse hanno visto la vittoria di Antonio Bassolino, sostenuto dal centro-sinistra, con il 54,18% che ha sconfitto Antonio Rastrelli, sostenuto dalla Casa delle Libertà.

## Affluenza
Il corpo elettorale per le elezioni del 16 aprile 2000 risultava composto da 4.775.333 elettori. Alla chiusura dei seggi l'affluenza definitiva si è attestata al 69,46%, in calo rispetto al 1995 del 4,44%.
| Provincia | Affluenza | Variazione |
| --------- | --------- | ---------- |
| Campania  | 69,46%    | 4,44%      |
| Avellino  | 60,97%    | 11,73%     |
| Benevento | 65,24%    | 9,30%      |
| Caserta   | 74,49%    | 0,32%      |
| Napoli    | 68,98%    | 2,72%      |
| Salerno   | 72,08%    | 7,49%      |

## Risultati
|                                                                 | Antonio Bassolino (Con Bassolino) ✔️ Presidente                 | 1 654 777                                                       | 54,18 | Democratici di Sinistra       | 407 032   | 14,19 | 7  |  |  |
| Partito Popolare Italiano                                       | Antonio Bassolino (Con Bassolino) ✔️ Presidente                 | 1 654 777                                                       | 54,18 | 301 927                       | 10,53     | 5     |    |  |  |
| Unione Democratici per l'Europa                                 | Antonio Bassolino (Con Bassolino) ✔️ Presidente                 | 1 654 777                                                       | 54,18 | 201 593                       | 7,03      | 3     |    |  |  |
| I Democratici                                                   | Antonio Bassolino (Con Bassolino) ✔️ Presidente                 | 1 654 777                                                       | 54,18 | 152 287                       | 5,31      | 3     |    |  |  |
| Socialisti Democratici Italiani                                 | Antonio Bassolino (Con Bassolino) ✔️ Presidente                 | 1 654 777                                                       | 54,18 | 127 173                       | 4,43      | 2     |    |  |  |
| Partito della Rifondazione Comunista                            | Antonio Bassolino (Con Bassolino) ✔️ Presidente                 | 1 654 777                                                       | 54,18 | 108 498                       | 3,78      | 2     |    |  |  |
| Rinnovamento Italiano                                           | Antonio Bassolino (Con Bassolino) ✔️ Presidente                 | 1 654 777                                                       | 54,18 | 82 203                        | 2,87      | 1     |    |  |  |
| Federazione dei Verdi                                           | Antonio Bassolino (Con Bassolino) ✔️ Presidente                 | 1 654 777                                                       | 54,18 | 80 208                        | 2,80      | 1     |    |  |  |
| Partito dei Comunisti Italiani                                  | Antonio Bassolino (Con Bassolino) ✔️ Presidente                 | 1 654 777                                                       | 54,18 | 45 827                        | 1,60      | 1     |    |  |  |
| Partito Repubblicano Italiano                                   | Antonio Bassolino (Con Bassolino) ✔️ Presidente                 | 1 654 777                                                       | 54,18 | 31 145                        | 1,09      | 1     |    |  |  |
| Seggi assegnati alla lista regionale                            | Seggi assegnati alla lista regionale                            | Seggi assegnati alla lista regionale                            | 54,18 | 12                            |           |       |    |  |  |
|                                                                 | Antonio Rastrelli (Per la Campania)                             | 1 350 621                                                       | 44,22 | Forza Italia                  | 600 180   | 20,93 | 10 |  |  |
| Alleanza Nazionale                                              | Antonio Rastrelli (Per la Campania)                             | 1 350 621                                                       | 44,22 | 319 338                       | 11,14     | 5     |    |  |  |
| Centro Cristiano Democratico                                    | Antonio Rastrelli (Per la Campania)                             | 1 350 621                                                       | 44,22 | 160 066                       | 5,58      | 3     |    |  |  |
| Partito Democratico Cristiano                                   | Antonio Rastrelli (Per la Campania)                             | 1 350 621                                                       | 44,22 | 95 205                        | 3,32      | 2     |    |  |  |
| Cristiani Democratici Uniti                                     | Antonio Rastrelli (Per la Campania)                             | 1 350 621                                                       | 44,22 | 82 929                        | 2,89      | 1     |    |  |  |
| Movimento Sociale Fiamma Tricolore                              | Antonio Rastrelli (Per la Campania)                             | 1 350 621                                                       | 44,22 | 19 489                        | 0,68      | –     |    |  |  |
| Partito Socialista - Socialdemocrazia                           | Antonio Rastrelli (Per la Campania)                             | 1 350 621                                                       | 44,22 | 18 034                        | 0,63      | –     |    |  |  |
| Lega Sud Ausonia                                                | Antonio Rastrelli (Per la Campania)                             | 1 350 621                                                       | 44,22 | 2 219                         | 0,08      | –     |    |  |  |
| Seggio assegnato al candidato presidente classificatosi secondo | Seggio assegnato al candidato presidente classificatosi secondo | Seggio assegnato al candidato presidente classificatosi secondo | 44,22 | 1                             |           |       |    |  |  |
|                                                                 | Marco Pannella                                                  | 39 325                                                          | 1,29  | Lista Emma Bonino             | 27 151    | 0,95  | –  |  |  |
|                                                                 | Vittorio Granillo                                               | 9 331                                                           | 0,31  | COBAS per l'Autorganizzazione | 5 188     | 0,18  | –  |  |  |
| Totale                                                          | Totale                                                          | 3 054 054                                                       | 100   |                               | 2 867 692 | 100   | 60 |  |  |
|                                                                 |                                                                 |                                                                 |       |                               |           |       |    |  |  |
| Schede bianche                                                  | Schede bianche                                                  | 97 073                                                          | 2,93  |                               |           |       |    |  |  |
| Schede nulle                                                    | Schede nulle                                                    | 263 058                                                         | 7,93  |                               |           |       |    |  |  |
| Votanti                                                         | Votanti                                                         | 3 317 112                                                       | 69,46 |                               |           |       |    |  |  |
| Elettori                                                        | Elettori                                                        | 4 775 333                                                       |       |                               |           |       |    |  |  |
|                                                                 |                                                                 |                                                                 |       |                               |           |       |    |  |  |
| Fonte: Ministero dell'interno                                   |                                                                 |                                                                 |       |                               |           |       |    |  |  |

## Consiglieri eletti
| Lista                                | Circoscrizioni | Circoscrizioni                                     | Circoscrizioni                                        | Circoscrizioni            | Circoscrizioni |
| Lista                                | Napoli | Salerno                                            | Caserta                                               | Avellino                  | Benevento      |
| ------------------------------------ | --- | -------------------------------------------------- | ----------------------------------------------------- | ------------------------- | -------------- |
| Forza Italia                         | Fulvio Martusciello (31.380) Ermanno Russo (23.711) Raffaele Calabrò (13.356) Francesco Bianco (12.933) Giovanni Pianese (12.366) | Antonio Cuomo (17.118) Salvatore Gagliano (14.018) | Pietro Paolo Ferraiuolo (10.437) Paolo Romano (8.384) | Cosimo Sibilia (7.105)    |                |
| Democratici di Sinistra              | Andrea Cozzolino (17.131) Gaetano "Nino" Daniele (16.405) Marcello Chessa (15.537) Antonio Amato (12.316)                         | Andrea Carmine De Simone (19.752)                  | Adolfo Villani (11.619)                               | Angelo Giusto (11.441)    |                |
| Alleanza Nazionale                   | Marcello Taglialatela (14.801) Salvatore Ronghi (13.390) Giuseppina Castiello (10.880)                                            | Edmondo Cirielli (15.616)                          | Gennaro Coronella (8.783)                             |                           |                |
| Partito Popolare Italiano            | Francesco Casillo (17.446) Sebastiano Sorrentino (14.677)                                                                         | Angelo Villani (21.386)                            | Giuseppe Sagliocco (9.841)                            | Vincenzo De Luca (21.097) |                |
| Unione Democratici per l'Europa      | Riccardo Villari (12.216) | Antonio Lubritto (23.499)                          | Domenico Zinzi (20.466)                               |                           |                |
| Centro Cristiano Democratico         | Antonio Milo (15.091) | Francesco Brusco (7.028)                           | Domenico Porfidia (6.768)                             |                           |                |
| I Democratici                        | Gaetano Mauro (6.331) | Giuseppe Manzo (3.691)                             | Luigi "Enzo" D'Amore (4.487)                          |                           |                |
| Socialisti Democratici Italiani      | Tommaso Casillo (16.071) | Gennaro Mucciolo (6.444)                           |                                                       |                           |                |
| Partito della Rifondazione Comunista | Francesco Maranta (3.644) | Raffaele “Cucco” Petrone (1.734)                   |                                                       |                           |                |
| Partito Democratico Cristiano        | Aldo Boffa (9.162) Michele Pisacane (8.389)                                                                                       |                                                    |                                                       |                           |                |
| Cristiani Democratici Uniti          | Aniello Giugliano (4.508) |                                                    |                                                       |                           |                |
| Rinnovamento Italiano                | Giuseppe Scalera (15.518) |                                                    |                                                       |                           |                |
| Federazione dei Verdi                | Roberto Conte (8.899) |                                                    |                                                       |                           |                |
| Partito dei Comunisti Italiani       | Vittorio Nolli (1.854) |                                                    |                                                       |                           |                |
| Partito Repubblicano Italiano        | Giuseppe Ossorio (2.921) |                                                    |                                                       |                           |                |